# Saint Snow
Saint Snow（日语：／），中文又稱聖之雪，原為動畫《Love Live! Sunshine!!》中登場的雙人學園偶像團體及聲優組合，後於現實中正式出道。

## 介紹
Saint Snow 為《Love Live! Sunshine!!》這個系列作中登場的學園偶像團體，由來自函館聖泉女子高等學院的鹿角姊妹所組成的。
動畫設定中鹿角姊妹是因受到A-RISE的影響才成為學園偶像，在劇中成為Aqours的對手。
在現實中，Saint Snow所属的唱片公司同樣為Lantis。
因飾演鹿角聖良的聲優田野麻美在結婚懷孕後進行產休的關係，Saint Snow的相關活動皆暫時停止進行。
2023年9月29日，官方宣佈Love Live!系列將在2024年3月9日及10日在K-Arena 橫濱舉辦與甲子園聯動的小隊演唱會，Saint Snow亦為參與名單。

## 成員
- Saint Snow由以下2名成員構成。
- 與Aqours和Liella!為《Love Live! 》系列中姊妹皆為團體成員的組合。

### 基本資料
- 以下2角色按順序排列介紹。

| 角色名稱 | 角色名稱 | 角色名稱     | 聲優          | 學年 | 生日    | 星座   | 血型 | 身高   | 三圍            | 代表色 | 印象標誌 |
| 中文     | 日文     | 英文         | 聲優          | 學年 | 生日    | 星座   | 血型 | 身高   | 三圍            | 代表色 | 印象標誌 |
| -------- | -------- | ------------ | ------------- | ---- | ------- | ------ | ---- | ------ | --------------- | ------ | -------- |
| 鹿角聖良 |          | KAZUNO SARAH | 田野麻美 （田野アサミ） | 高3  | 05 / 04 | 金牛座 | A型  | 162 cm | B85 / W59 / H84 | 空色   | 雪花     |
| 鹿角理亞 |          | KAZUNO LEAH  | 佐藤日向 （佐藤日向） | 高1  | 12 / 12 | 射手座 | AB型 | 153 cm | B79 / W56 / H81 | 雪色   | 雪花     |

## 音樂作品

### 編號單曲
| # | 發售日        | 名稱                | 最高位 | 販賣形式     | 販賣生産號            | 形態             |
| - | ------------- | ------------------- | ------ | ------------ | --------------------- | ---------------- |
| 1 | 2020年8月19日 | Dazzling White Town | 5位    | CD+BD CD+DVD | LACM-14934 LACM-14935 | CD+BD盤 CD+DVD盤 |

## 演唱會
Saint Snow PRESENTS LOVELIVE! SUNSHINE!! HAKODATE UNIT CARNIVAL
2018年4月27日和28日在函館體育館所舉辦的活動演唱會，也是Saint Snow首度以演出者的身份參與演出的演唱會。
LoveLive! Sunshine!! Saint Snow 1st GIG ～Welcome to Dazzling White Town～ （ラブライブ! サンシャイン!! Saint Snow 1st GIG ～Welcome to Dazzling White Town～）
分別在2020年10月17日和18日於橫濱PIA ARENA MM、11月7日和8日於札幌真駒內屋內競技場所舉辦的首場演唱會。
Love Live! Fes（ラブライブ！フェス）
2020年1月18日和19日在埼玉超級競技場舉辦。
本次演唱會為μ's、Aqours、Saint Snow和虹咲學園學園偶像同好會的聯合演出。